# Махай Бьютский
Махай (англ. Maccai, Machai; VI век) — аббат Бьютский, святой (день памяти — 11 апреля).
Святой Махай был учеником святого Патрика. Он основал монастырь на острове Бьют и стал первым его настоятелем, возглавив проповедь Благой Вести в тех краях.